# 60 Pegasi
60 Pegasi är en gul jätte i stjärnbilden Pegasus.
60 Pegasi har visuell magnitud +6,19 och knappt synlig för blotta ögat vid god seeing. Den befinner sig på ett avstånd av ungefär 230 ljusår.